# جوني سنس
جوني سنس  (بالإنجليزية: Johnny Sins)‏ (ولد في 31 ديسمبر 1978)، هو ممثل إباحي أمريكي.

## العمل
في حزيران / يونيو 2015 ، أعلن بورن هاب أنه سيصنع فيلم إباحي في الفضاء، اسمه Sexplorations. أمل الموقع إطلاق بعثة تصوير الفيلم في 2016 ، مغطيا ما قبل وما بعد تكاليف الإنتاج نفسها ولكنه يبحث عن 3.4 مليون دولار من حشد الممولين من إندي غوغو. تقرر أن يمثل سنس وإيفا لوفيا لبطولة الفيلم، وسيحصلون قبل الانطلاق على ستة أشهر من التدريب الصارم.

## روابط خارجية
- جوني سنس على موقع IMDb (الإنجليزية)
- جوني سنس على موقع قاعدة بيانات الفيلم (الإنجليزية)
- جوني سنس على موقع كينوبويسك (الروسية)